# Chauratha
Chauratha (nep. चौराठा) – gaun wikas samiti w zachodniej części Nepalu w strefie Bheri w dystrykcie Dailekh. Według nepalskiego spisu powszechnego z 2011 roku liczył on 526 gospodarstw domowych i 2869 mieszkańców (1553 kobiety i 1316 mężczyzn).